# Grand Kinematograf
Grand Kinematograf, biograf på Östra Hamngatan 52 i Göteborg, som öppnade 23 maj 1904 och stängde 1910. Ägare var Signe Ljungqvist, men biografen drevs av Oscar Wennersten som tidigare varit ambulerande filmförevisare.

## Tidningsklipp

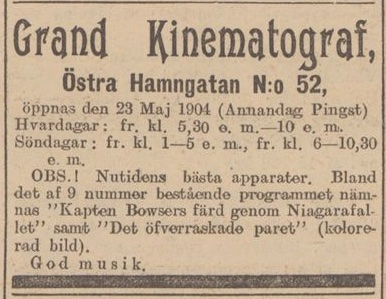
1904-05-24